# Wladyslawa Choms
Władysława Laryssa Choms (* 1895 in Kielce, Weichselland; † 26. August 1966 in Haifa, Israel) gehörte der polnischen Widerstandsbewegung Żegota während der deutschen Besetzung Polens an und organisierte umfassende Hilfe für die jüdische Bevölkerung, die ihr den Beinamen „Engel von Lwow“ gaben. 1966 wurde sie als Gerechte unter den Völkern ausgezeichnet und pflanzte einen Baum in Yad Vashem, Jerusalem.

## Leben im Widerstand
Bereits vor dem Kriegsbeginn 1939 engagierte sich Choms, die selbst Katholikin war, gegen den wachsenden Antisemitismus in damals polnischen Drohobycz und Lwów. Bei Kriegsbeginn schloss sie sich der Związek Walki Zbrojnej (später als Polnische Heimatarmee benannt) an, während ihr Ehemann Fryderyk, ein Offizier der polnischen Armee, und ihr Sohn sich als Freiwillige bei der britischen Armee meldeten.
Nach der deutschen Besetzung von Lwów im Sommer 1941 und der damit einhergehenden Errichtung eines Ghettos begann Choms, sich am Schmuggel von Nahrungsmitteln und Medikamenten für die Internierten zu beteiligen. Daneben organisierte sie einen Hilfsfonds zur Finanzierung weiterer Aktivitäten, wie die Unterbringung von Kindern und Erwachsenen in sicheren Zufluchtsorten oder die Herstellung von gefälschten Papieren.
Gegen Ende 1942 wurde sie beauftragt einen lokalen Ableger der Żegota in Lwów zu organisieren und zu leiten. Damit geriet sie zunehmend ins Visier der deutschen Besatzer. Um einer Gefangennahme zu entgehen, floh sie Ende 1943 nach Warschau, wo sie ihre Arbeit fortsetzte. 1944 kehrte sie nach Lwów zurück. Nach Kriegsende verließ sie Polen, Choms lebte seit 1964 in Israel.
Zygmunt Chotiner, ein von ihr Geretteter, schrieb 1952:

“I am deely convinced that there are no adequate words to describe what she undertook to accomplish and what ahe had to suffer for the assistance given to us Jews. She is woman of an ardent heart, noble and unblemished, and all of us who know her feel deeply indebted to her for all that she did for us and for the fact that she risked her own life so that ours might be saved.”

„Ich bin zutiefst davon überzeugt, dass es keine passenden Worte gibt, um zu beschreiben, was sie unternahm und was sie für die Hilfe für uns Juden erleiden musste. Sie ist eine Frau mit einem glühenden Herz, großzügig und makellos, und wir alle, die sie kennen, fühlen uns ihr zutiefst verpflichtet für alles, was sie für uns getan hat und für die Tatsache, dass sie ihr eigenes Leben riskiert hat, damit unseres möglicherweise gerettet werden kann.“